# Ambia leucostictalis
Ambia leucostictalis là một loài bướm đêm trong họ Crambidae.